# Roveruds kyrka
Roveruds kyrka (norska: Roverud kirke) är en kyrkobyggnad som ligger i tätorten Roverud i Kongsvingers kommun i Innlandet fylke i sydöstra Norge. Tätorten Roverud ligger omkring elva kilometer norr om staden Kongsvinger.

## Kyrkobyggnaden
Kyrkan är ett ombyggt missionshus som invigdes 7 april 1969. Sedan år 1988 kallas byggnaden för kyrka.
Träkyrkan är uppförd efter ritningar av Ola B. Aasnes. Den består av ett långhus med nordsydlig orientering. I kyrkorummet finns 140 sittplatser.

## Omgivning
Framför kyrkans ingång i söder finns en fristående klockstapel av trä som är en öppen konstruktion. I stapeln hänger en kyrkklocka från Olsen Nauen Klokkestøperi. Ingen kyrkogård finns på platsen så begravingar äger rum i Brandval.

## Inventarier
- Ett stort träkors fungerar som altartavla.
- Dopfunten av täljsten är från 1969 och har ett dopfat av silver.
- Orgeln med fyra stämmor är tillverkad år 1975 av Jørgensen Orgelfabrikk i Oslo.
- Predikstolen av trä är från 1877 och fanns tidigare i Brandvals kyrka.